# NGC 1063
NGC 1063 في الفهرس العام الجديد، هي مجرة، تقع في كوكبة المثلث. اكتشفت في 11 أكتوبر 1873 .

## روابط خارجية
- NGC 1063 على موقع ويكي سكاي: DSS2, SDSS, GALEX, IRAS, Hydrogen α, X-Ray, Astrophoto, Sky Map, Articles and images